# 120er
Portal Geschichte | Portal Biografien | Aktuelle Ereignisse | Jahreskalender | Tagesartikel

◄ |
1. Jh. |
2. Jahrhundert
| 3. Jh. | ►

◄ |
90er |
100er |
110er |
120er
| 130er | 140er | 150er | ►

120 |
121 |
122 |
123 |
124 |
125 |
126 |
127 |
128 |
129

## Ereignisse
- 120: Kaiser Hadrian lässt in Rom das Pantheon neu errichten.
- 121: Das erste chinesische Lexikon „Shuowenzi“ 說文字 („Erklärung der Schriftzeichen“) erscheint. Es enthält noch 512 Radikale.
- 121: Baubeginn am Tempel der Venus und der Roma, dem größten Tempel Roms.
- 122: Baubeginn des Hadrianswalls.